# Kim Kuk T’ae
Kim Kuk T’ae (kor. 김국태, ur. 27 sierpnia 1924, zm. 13 grudnia 2013 w Pjongjangu) – północnokoreański polityk, ze względu na przynależność do najważniejszych gremiów politycznych Korei Północnej, uznawany za członka ścisłej elity władzy KRLD.

## Kariera
Kim Kuk T’ae urodził się 27 sierpnia 1924 roku w mieście Kimch’aek w prowincji Hamgyǒng Południowy. Obecna nazwa tego miasta pochodzi od nazwiska ojca Kim Kuk T’ae. Kim Ch’aek był komunistą i jednym z dowódców armii KRLD podczas wojny koreańskiej, ginął 31 stycznia 1951 w wyniku nalotu bombowego, pośmiertnie okrzyknięty został bohaterem narodowym KRLD. Wiele zakładów produkcyjnych – a także wspomniane miasto – otrzymało jego imię.
Kim Kuk T’ae był absolwentem Uniwersytetu im. Kim Ir Sena w Pjongjangu, Wyższej Szkoły Partyjnej im. Kim Ir Sena, a także Uniwersytetu Moskiewskiego. W 1962 roku został zastępcą dziekana jednego z wydziałów Wyższej Szkoły Partyjnej im. Kim Ir Sena, którą wiele lat wcześniej sam ukończył. W czerwcu 1976 roku wybrany na rektora tej uczelni.
Awansowany na dwugwiazdkowego generała (중장) w sierpniu 1963 roku, jednocześnie z nominacją na wicedyrektora Departamentu Politycznego Koreańskiej Armii Ludowej, zajmującego się politycznym nadzorem oraz sprawami kadrowymi w armii, a także polityczną edukacją wszystkich żołnierzy KAL. Od lutego 1968 dyrektor Departamentu Propagandy i Agitacji w Komitecie Centralnym Partii Pracy Korei. W maju tego samego roku mianowany zastępcą członka KC. Pełnoprawnym jego członkiem po raz pierwszy został w listopadzie  1970 roku, wchodząc do nowego Komitetu Centralnego po 5. Kongresie Partii Pracy Korei. W październiku 1971 ponownie powołany na dyrektora propagandy i agitacji w KC (funkcję tę objął jeszcze raz w marcu 1983 – było to możliwe, gdyż skład szefów departamentów jak i samego KC ulegał zmianie po każdym kongresie PPK).
Jako polityk Kim Kuk T’ae kontynuował karierę akademicką i w sierpniu 1984 roku został dziekanem Wydziału Edukacji w Wyższej Szkole Partyjnej im. Kim Ir Sena. Awansował również w Komitecie Centralnym i tak w czerwcu 1985 roku objął Departament Zarządzania KC. W maju 1990 roku natomiast, został rektorem największej i najważniejszej uczelni Korei Północnej – Uniwersytetu im. Kim Ir Sena w Pjongjangu. Następnie, w grudniu 1992 roku został sekretarzem KC, odpowiedzialnym za sprawy zarządzania. W związku z tym, od stycznia 1993 aż do września 2010 roku po raz drugi pełnił funkcję dyrektora Departamentu Zarządzania KC (zastąpił go na tym stanowisku Kim P'yǒng Hae).
Deputowany Najwyższego Zgromadzenia Ludowego KRLD, parlamentu KRLD, począwszy od IV kadencji (tj. nieprzerwanie od listopada 1967 roku do grudnia 2013, z przerwą na VI kadencję, w czasie której (od października 1977 roku) sprawował funkcję ambasadora KRLD w Etiopii. Po powrocie z placówki dyplomatycznej w 1980 ponownie wszedł do Komitetu Centralnego po 6. Kongresie Partii.
Podczas 3. Konferencji Partii Pracy Korei 28 września 2010 roku został wybrany członkiem Biura Politycznego oraz dyrektorem Komisji Kontroli Partyjnej Komitetu Centralnego Partii Pracy Korei.
Po śmierci Kim Dzong Ila w grudniu 2011 roku, Kim Kuk T’ae znalazł się na bardzo wysokim, 7. miejscu w 233-osobowym Komitecie Żałobnym. Świadczyło to o formalnej i faktycznej przynależności Kim Kuk T’ae do grona ścisłego kierownictwa politycznego Koreańskiej Republiki Ludowo-Demokratycznej. Według specjalistów, miejsca na listach tego typu określały rangę polityka w hierarchii aparatu władzy.

## Odznaczenia
- Order Kim Ir Sena (kwiecień 1982)
- Order Kim Dzong Ila (luty 2012)